# دانیش ایرلاینز
دانیش ایرلاینز (انگلیسی: Danish Air Lines) شرکت هواپیمایی دانمارکی است، که در سال ۱۹۱۸ تأسیس شد.